# Terrorangrebet i Vestberlin i 1986
Terrorangrebet i Vestberlin blev udført den 5. april 1986 hvor tre personer blev dræbt og 229 andre blev såret da diskoteket La Belle blev bombet i Vestberlin. Diskoteket, som var placeret i Roxy-Palast-bygningen, blev ofte besøgt af soldater fra det amerikanske militær hvoraf to mistede livet og 79 andre blev såret ved angrebet.
En bombe blev placeret under et bord nær disc jockeyens bås, bomben eksploderede klokken 01:45. To personer; Nermin Hannay, en tysk-tyrkisk kvinde og US Army sergenten Kenneth T. Ford døde øjeblikkeligt. En anden sergent, James E. Goins, døde som følge af sine skader to måneder senere. Et antal af de andre ofre fik livsvarige mén som følge af eksplosionen.
USA's regering beskyldte Libyen for at stå bag bombeangrebet og præsident Ronald Reagan beordrede gengældelsesangreb på Tripoli og Benghazi i Libya ti dage senere. 30-45 mennesker mistede livet under angrebene, inklusiv oberst Muammar Gaddafis adoptivdatter, disse angreb blev fordømt af FN's generalforsamling.
I en kendelse fra en retssag i USA i 2001 afgjorde man at bomben var blev placeret af libyske spioner i samarbejde med den libyske ambassade.

## Anklage og gengældelse
Libyen blev beskyldt for at stå bag bombningen efter vestlige efterretningstjenester opfangede en telex-besked fra Libyen til sin ambassade i Østberlin hvori man lykønskede dem for et "veludført arbejde". Præsident Ronald Reagan gengældte ved at beordre luftangreb mod den libyske hovedstad Tripoli og havnebyen Benghazi (se Operation El Dorado Canyon). Mindst 30 soldater og 15 civile blev dræbt.

## Retssag og dom
På trods af rapporterne der beskyldte Libyen for at stå bag angrebet på natklubben blev ingen enkeltpersoner officielt beskyldte for angrebet før 1990 og Tysklands genforening og åbningen af Stasis arkiver. I Stasis arkiver fandt den tyske anklager Detlev Mehlis en forbindelse til Musbah Abdulghasem Eter, en libyer som havde arbejdet for den libyske ambassade i Østberlin. Han stod opført i arkivet som en agent og Mehlis mente at han var den libyske efterretningstjenestes primære kontakt på ambassaden.
Eter og fire andre mistænkte blev arresteret i 1996 i Libanon, Italien, Grækenland og i Berlin. Retssagen begyndte et år senere. I 2001 blev Eter og to palæstinensere, Yasser Mohammed Chreidi og Ali Chanaa, dømt i delstatsretten (Landgericht) i Berlin for meddelagtighed i mord. Chanaa's tyske ekskone, Verena, blev dømt for mord. De blev alle idømt fængselsstraffe fra 12-14 år.
Anklagemyndigheden med Mehlis i spidsen beviste udover enhver tvivl at de tre mænd havde bygget bomben i Chanaas' lejlighed. Man mente at sprængstofferne blev bragt til Vestberlin i libysk diplomatpost. Verena Chanaa og hendes søster, Andrea Häusler, bragte bomben ind i natklubben i en taske fem minutter før den eksploderede. Andrea Häusler blev frifundet da det ikke kunne bevises at hun kendte til bomben i tasken.

## Baggrund
Dommeren, Peter Marhofer, udtalte at det ikke var klart hvorvidt Gaddafi eller den libyske efterretningstjeneste rent faktisk havde beordret angrebet, selvom der var indicier for at de havde. To uger før bombningen havde Gaddafi opfordret til terrorangreb mod amerikanske interesser overalt i verden efter 35 libyske søfolk mistede livet i den vestlige del af Store Syrte som var et omstridt område i middelhavet efter et amerikansk-libysk sammenstød.
Chreidi blev udleveret til Tyskland i forbindelse med retssagen. Han havde arbejdet i det libyske folkebureau i Østberlin da bomben detonerede. Chreidi havde efter sigende forbindelser til den palæstinensiske terrorist Abu Nidal, som boede i Tripoli og var finansieret af Libyen i 1980'erne. Eter var efter sigende den libyske efterretningstjenestes kontaktperson på ambassaden i Østberlin.

## Kompensation
Den 17. august 2003 rapporteredes det i medierne at Libyen havde tilkendegivet overfor den tyske regering at man var klar til at forhandle kompensationer til ofrene for bombeangrebet, dog ikke de amerikanske ofre. Et år senere, den 10. august 2004, underskrev Libyen en aftale om at betale 35 millioner dollar i kompensation.
I oktober 2008 betalte Libyen 1,5 milliarder dollar til en fond der skal kompensere pårørende til ofrene for et antal forskellige episoder:
- Ofrene for Lockerbiebombeangrebet - de sidste 20 % af det beløb der blev aftalt i 2003.
- De amerikanske ofre for bombeangrebet i Vestberlin i 1986
- De amerikanske ofre for bombningen af UTA Flight 772 i 1989
- De libyske ofre for de amerikanske angreb på Tripoli og Benghazi i 1986.[10]